# Vlčice, Jeseník
Vlčice là một làng thuộc huyện Jeseník, vùng Olomoucký, Cộng hòa Séc.